# Вулкан на Палас
Вулканът на Палас (Сирахата, Сиронемури, Кетой-джима) е активен, сложен стратовулкан с кратер на върха, поместен в стара калдера. Намира се на остров Кетой, част от Средните Курилски острови. Зает е от един от най-сложните вулканични комплекси на Курилите, към който спада и вулканът Палас. Административно попада в Сахалинска област на Русия, Северо-Курилски градски окръг.
Вулканът носи името на немския енциклопедист, географ, естествоизпитател и пътешественик Петер Симон Палас.

## Описание
Остров Кетой е почти кръгъл, с диаметър около 10 км. Вулканичният комплекс, който го заема изцяло, се състои от голяма, стара калдера и два вулканични конуса. Калдерата е образувана през плейстоцена, диаметърът ѝ е 5 км и е отворена на североизток. В източната част на комплекса се намира експлозивен кратер, запълнен с пресноводното Малахитово езеро с ширина 1,5 км.
По-младият конус принадлежи на стратовулкана Кетой, заемащ северозападната част на острова. Извисява се на 1172 м и върхът му е най-високата точка на острова. На склоновете му, които са нарязани от хорст-грабенови структури, са разположени две солфатарни полета.
Вулканът на Палас е от типа Сома-Везувий. Представлява слоест андезитов конус, издигащ се на 2,8 км от вулкана Кетой и вместен в североизточната част на калдерата. Височината му е 990 м (по други данни 1002 м), а върхът му завършва с кратер с диаметър 550 м. Той е запълнен от езерото Глазок, водите на което са с тюркоазен цвят, дължащ се на разтворените в нея химични елементи. Дълбочината му е над 50 м. В центъра му се издига стръмен лавов купол с височина 300 м. По югоизточния склон на вулкана ясно се различават следи от лавови потоци, които се спускат на почти 5 км към брега. Вулканичният масив се състои от разнообразни скални породи, между които преобладават главно базалтите.

## Активност
Първото историческо изригване на вулкана на Палас се счита и за неговата най-силна ерупция. Отбелязано е през 1843 – 1846 г. 
- 1843 г. – изригване с вулканичен експлозивен индекс 2.[1]
- 1924 г. – изригване с ВЕИ = 2.[1]
- 1960 г. – изригване с ВЕИ = 2.[1]
- 1981 г. – през декември се наблюдава засилена фумаролна активнот по северния склон.[1]
- 1987 г. – през април е отбелязана умерена фумаролна активност по северния склон.[1]
- 1989 г. – на 14 януари, при полет над острова, са забелязани силно активни фумароли по северния склон на вулкана и по източния ръб на калдерата.[1]
- 2010 г. – между 5 и 11 май сателитът засича повишена фумаролна активност.[1]
- 2013 г. – между 16 и 22 януари кратерът отделя слаба емисия от газове и пара. През юли се наблюдават термални аномалии и отново се отделят газове и пари, които се разнасят на 100 км в северозападна посока. На 27 юли в допълнение е изхвърлен слаб пепелен облак, отнесен на 45 км юг-югоизток. На 9 август е изхвърлена нова струя от газове и пари. Термалните аномалии продължават до 1 септември.[1]
- 2014 г. – при наблюдение от преминаващ кораб са забелязани слаби газови струи от фумаролите в калдерата.[1]